# Пи Южной Рыбы
Pi Piscis Austrini (Pi PsA, π Piscis Austrini, π PsA) — звезда в созвездии Южной Рыбы. Видимая звёздная величина +5.12 (видна невооружённым глазом). Находится на расстоянии 93 световых года от Солнца.